# Ловать
Ло́вать (рос. Ловать, д.-рус. Ловоть) — річка у Вітебській області Білорусі, Псковській і Новгородській областях Росії.
Довжина — 530 км, площа басейну — 21,9 тис. км², середня витрата води в гирлі — 169 м³/с. Належить до басейну Балтійського моря.
На річці розташовані міста Великі Луки, Холм і селище міського типу Парфіно.

## Фізична географія
Річка витікає з Городокської височини, з озера Ловатець поблизу кордону Росії і Білорусі, впадає в озеро Ільмень, утворюючи разом з річкою Пола дельту площею близько 400 км².
Притоки: Насва, Локня, Редья, Полість (зліва); Кунья (справа). Найбільша притока — Кунья впадає в Ловать в межах міста Холм.
У верхів'ях Ловать проходить через декілька озер (Завесно, Задратьє, Межа, Сосно, Чернявське, Сесіто, Цаство).
Течія річки звивиста, багато заболочених ділянок і стариць (особливо після Великих Лук). Ширина — 10-15 м. Після гирла Насви річка тече в лісистій долині з високими і місцями обривистими берегами.
У середній течії річка утворює численні перекати і пороги (основні — в районі гирла Локні і нижче за Холмом). Ширина — близько 50-60 м, після впадання Куньї — понад 100 м.
На Прільмінській низовині берега річки знижуються. За 22 км від гирла Ловать з'єднується протокою з Полою. Навесні заливні луки, які лежать в спільній дельті річок між численними рукавами, затоплюються на глибину 2-3 м.
Ловать судноплавна в низинах (70 км). У верхній і середній течії має популярність серед туристів-водників.
В давнину по Ловаті проходив Волзьський торговельний шлях і «Шлях із варягів у греки», вона мала важливе значення для зв'язку між Києвом і Великим Новгородом.